# Robert Lukas
Robert Lukas (ur. 5 stycznia 1988) – polski kierowca wyścigowy. Bierze udział w serii Porsche Supercup, w zespole Förch Racing.

## Życiorys
Robert Lukas, rozpoczynał karierę kierowcy, mając 16 lat. W swoim debiutanckim sezonie jeździł Fiatem Seicento, rywalizując w mistrzostwach Polski klasy N-1150 oraz w pierwszej edycji Długodystansowych Samochodowych Mistrzostw Polski. W 2005 roku Lukas przeszedł do serii pucharowego Golfa V TDi i wystartował w VW Castrol Cup. W wieku 17 lat ponownie wystartował w Długodystansowych Samochodowych Mistrzostwach Polski. W trzecim sezonie zasiadł za kierownicą Porsche 996 i zdobył doświadczenie w zagranicznej serii Porsche Carrera Cup. W roku 2007 rozwijał karierę w Polsce, zdobył tytuł Mistrza Polski w wyścigach długodystansowych oraz w sprincie. W 2008 roku połączył występy w kraju ze startami w niemieckiej edycji Carrera Cup. W sezonie 2009 zdobył Mistrzostwo Polski w Długodystansowych Samochodowych Mistrzostwach Polski. Wziął udział w prestiżowym 24 godzinnym wyścigu w Dubaju w styczniu 2009 i 2010 roku. Przed sezonem 2011 w Porsche Supercup podpisał umowę z zespołem Attempto Racing, gdzie jego partnerem był Francuz Kévin Estre. Sezon 2012 rozpoczął jako jeden z kierowców debiutującego w tej serii polskiego teamu – Förch Racing. Z dorobkiem 74 punktów uplasował się na 9 pozycji w klasyfikacji generalnej. Rok później uzbierał 44 punkty, które dały mu ostatecznie jedenaste miejsce. W 2014 roku brał udział w dziewięciu wyścigach (nie uczestniczył w Belgii), zdobył 42 punkty i zajął 13. miejsce. Rok później brał udział we wszystkich wyścigach cyklu, z których cztery zakończyły się dla Polaka przedwcześnie, a większość miejsc zajmował w pierwszej dziesiątce, w ostatecznym rozrachunku plasując się na 13. pozycji.

## Wyniki

### Porsche Supercup
| Legenda oznaczeń w tabelach wyników Wyświetl szablon na nowej stronie | Legenda oznaczeń w tabelach wyników Wyświetl szablon na nowej stronie                                                                     |
| Oznaczenie                                                            | Wyjaśnienie |
| --------------------------------------------------------------------- | --- |
| Złoty                                                                 | Zwycięzca lub mistrzostwo |
| Srebrny                                                               | 2. miejsce lub wicemistrzostwo |
| Brązowy                                                               | 3. miejsce lub II wicemistrzostwo |
| Zielony                                                               | Ukończył, punktował (w klasyfikacji generalnej, gdy zdobył co najmniej jeden punkt na przestrzeni sezonu, poza trzema powyższymi opcjami) |
| Niebieski                                                             | Ukończył, nie punktował (w klasyfikacji generalnej, gdy nie zdobył co najmniej jednego punktu na przestrzeni sezonu)                      |
| Czerwony                                                              | Nie zakwalifikował się (NZ) |
| Czerwony                                                              | Nie prekwalifikował się (NPK) |
| Różowy                                                                | Nie ukończył (NU) |
| Różowy                                                                | Niesklasyfikowany (NS) (w klasyfikacji generalnej, gdy nie został sklasyfikowany w żadnym wyścigu sezonu)                                 |
| Czarny                                                                | Zdyskwalifikowany (DK) |
| Czarny                                                                | Wykluczony (WYK/EX) |
| Biały                                                                 | Nie wystartował (NW) |
| Biały                                                                 | Kontuzjowany (K/INJ) |
| Biały                                                                 | Wyścig odwołany (OD/C) |
| Bez koloru                                                            | Został wycofany (WYC/WD) |
| Bez koloru                                                            | Nie przybył (NP/DNA) |
| Bez koloru                                                            | Nie brał udziału w treningach (NT/DNP) |
| Bez koloru                                                            | Nie został zgłoszony (–) |
| Pogrubienie                                                           | Start z pole position |
| Kursywa                                                               | Najszybsze okrążenie wyścigu |
| †                                                                     | Nie ukończył, ale jego rezultat został zaliczony ze względu na przejechanie więcej niż 90% dystansu wyścigu.                              |
| *                                                                     | Sezon w trakcie |
| 1/2/3                                                                 | Punktowana pozycja w sprincie kwalifikacyjnym                                                                                             |
| Lista systemów punktacji Formuły 1                                    | |

| Sezon | Zespół            | Wyniki w poszczególnych eliminacjach | Wyniki w poszczególnych eliminacjach | Wyniki w poszczególnych eliminacjach | Wyniki w poszczególnych eliminacjach | Wyniki w poszczególnych eliminacjach | Wyniki w poszczególnych eliminacjach | Wyniki w poszczególnych eliminacjach | Wyniki w poszczególnych eliminacjach | Wyniki w poszczególnych eliminacjach | Wyniki w poszczególnych eliminacjach | Wyniki w poszczególnych eliminacjach | Punkty | Pozycja |
| ----- | ----------------- | ------------------------------------ | ------------------------------------ | ------------------------------------ | ------------------------------------ | ------------------------------------ | ------------------------------------ | ------------------------------------ | ------------------------------------ | ------------------------------------ | ------------------------------------ | ------------------------------------ | ------ | ------- |
| 2010  | Verva Racing Team | BHR1                                 | BHR2                                 | ESP                                  | MCO                                  | VAL                                  | GBR                                  | DEU                                  | HUN                                  | BEL                                  | ITA                                  |                                      | 27     | 17      |
| 2010  | Verva Racing Team | 10                                   | 20                                   | 10                                   | 17                                   | 16                                   | 11                                   | DK                                   | 11                                   | 15                                   | NU                                   |                                      | 27     | 17      |
| 2011  | Attempto Racing   | TUR                                  | ESP                                  | MCO                                  | DEU1                                 | GBR                                  | DEU2                                 | HUN                                  | BEL                                  | ITA                                  | ARE1                                 | ARE2                                 | 34     | 13      |
| 2011  | Attempto Racing   | 12                                   | 11                                   | 9                                    | -                                    | 19                                   | 14                                   | 6                                    | 12                                   | NU                                   | -                                    | -                                    | 34     | 13      |
| 2012  | Förch Racing      | BHR1                                 | BHR2                                 | MCO                                  | VAL                                  | GBR                                  | DEU                                  | HUN1                                 | HUN2                                 | BEL                                  | ITA                                  |                                      | 74     | 9       |
| 2012  | Förch Racing      | 13                                   | 13                                   | 9                                    | 3                                    | 11                                   | 4                                    | 8                                    | 7                                    | 12                                   | NU                                   |                                      | 74     | 9       |
| 2013  | Förch Racing      | ESP                                  | MCO                                  | GBR                                  | DEU                                  | HUN                                  | BEL                                  | ITA                                  | ARE1                                 | ARE2                                 |                                      |                                      | 44     | 11      |
| 2013  | Förch Racing      | 6                                    | 15                                   | NU                                   | 7                                    | 19                                   | 4                                    | NU                                   | 14                                   | 11                                   |                                      |                                      | 44     | 11      |
| 2014  | Förch Racing      | ESP                                  | MCO                                  | AUT                                  | GBR                                  | DEU                                  | HUN                                  | BEL                                  | ITA                                  | USA1                                 | USA2                                 |                                      | 42     | 13      |
| 2014  | Förch Racing      | NU                                   | 7                                    | 11                                   | 8                                    | 9                                    | 11                                   | -                                    | 16                                   | 13                                   | 12                                   |                                      | 42     | 13      |
| 2015  | Förch Racing      | ESP                                  | MCO                                  | AUT                                  | GBR                                  | HUN                                  | BEL1                                 | BEL2                                 | ITA1                                 | ITA2                                 | USA1                                 | USA2                                 | 51     | 13      |
| 2015  | Förch Racing      | 7                                    | NU                                   | 6                                    | NU                                   | 8                                    | 14                                   | NU                                   | 5                                    | NU                                   | -                                    | 9                                    | 51     | 13      |

### Podsumowanie
| Sezon     | Seria                            | Zespół                             | Wyścigi | Zwycięstwa | PP | NO | Podium | Punkty | Pozycja |
| --------- | -------------------------------- | ---------------------------------- | ------- | ---------- | -- | -- | ------ | ------ | ------- |
| 2005/2006 | Dutch Winter Endurance Series    |                                    | 2       | 0          |    |    | 0      | 10     | 125     |
| 2006      | Niemiecki Puchar Porsche Carrera | Fuchs-Star-Moto Racing             | 1       | 0          | 0  | 0  | 0      | 0      | NS      |
| 2007      | Niemiecki Puchar Porsche Carrera | Fuchs-Star-Moto Racing             | 9       | 0          | 0  | 0  | 0      | 0      | NS      |
| 2008      | Niemiecki Puchar Porsche Carrera | SMS Seyffarth Motorsport           | 9       | 0          | 0  | 0  | 0      | 8      | 25      |
| 2008      | 24H Series – D1                  | Pachura Motorsport                 | 1       | 0          | 0  | 0  | 0      | 15     | 7       |
| 2008      | 24H Series Toyo Tires            | Pachura Motorsport                 | 0       | 0          | 0  | 0  | 0      | 15     | 133     |
| 2009      | Niemiecki Puchar Porsche Carrera | Schnabl Engineering PZ Niederrhein | 5       | 0          | 0  | 0  | 0      | 27     | 17      |
| 2009      | FKia Ceed Cup Poland             |                                    | 2       | 0          |    |    | 0      | 72     | 16      |
| 2010      | Niemiecki Puchar Porsche Carrera | Förch Racing                       | 9       | 0          | 0  | 0  | 1      | 55     | 10      |
| 2010      | Porsche Supercup                 | Verva Racing Team                  | 10      | 0          | 0  | 0  | 0      | 27     | 17      |
| 2010      | ADAC GT Masters                  | Attempto Racing                    | 2       | 0          | 0  | 0  | 0      | 0      | NS      |
| 2010      | 24H Series – A6                  | Lukas Motorsport                   | 1       | 0          | 0  | 0  | 1      | 0      | NS†     |
| 2011      | Niemiecki Puchar Porsche Carrera | Förch Racing                       | 8       | 0          | 0  | 0  | 0      | 42     | 12      |
| 2011      | Porsche Supercup                 | Attempto Racing                    | 8       | 0          | 0  | 0  | 0      | 34     | 13      |
| 2011      | ADAC GT Masters                  | Attempto Racing                    | 1       | 0          | 0  | 0  | 0      | 0      | NS      |
| 2012      | Niemiecki Puchar Porsche Carrera | Förch Racing                       | 4       | 0          | 0  | 0  | 0      | 0      | NS      |
| 2012      | Porsche Supercup                 | Förch Racing                       | 10      | 0          | 0  | 0  | 1      | 74     | 9       |
| 2013      | Niemiecki Puchar Porsche Carrera | Förch Racing                       | 17      | 0          | 0  | 0  | 2      | 134    | 8       |
| 2013      | Porsche Supercup                 | Förch Racing                       | 9       | 0          | 0  | 0  | 0      | 44     | 11      |
| 2014      | Porsche Supercup                 | FÖRCH Racing by Lukas Motorsport   | 9       | 0          | 0  | 0  | 0      | 42     | 13      |
| 2014      | Niemiecki Puchar Porsche Carrera | FÖRCH Racing by Lukas Motorsport   | 17      | 0          | 0  | 0  | 0      | 84     | 13      |
| 2014      | ADAC GT Masters                  | Farnbacher Racing                  | 4       | 0          | 0  | 0  | 0      | 2      | 41      |
| 2015      | Porsche Supercup                 | FÖRCH Racing by Lukas MS           | 10      | 0          | 0  | 0  | 0      | 51     | 13      |
| 2015      | 24H Series – 997                 | GT 3 Poland                        | 1       | 0          | 0  | 1  | 0      | 0†     | NS†     |
| 2015      | 24H Dubai – 997                  | FÖRCH Racing by Lukas Motorsport   | 1       | 0          | 0  | 0  | 0      | 0†     | 5†      |

† – Lukas nie był zaliczany do klasyfikacji.